# Egon Koch
Egon Koch (* 13. Oktober 1955 in Bühl) ist ein deutscher Autor, Hörfunk- und Filmregisseur. Er lebt und arbeitet in Wedel bei Hamburg. Sein Werk ist von thematischer und stilistischer Vielfalt geprägt.

## Leben
Egon Koch wächst auf dem Rheinschiff „Rabelais“, sein Vater Eugen Koch (* 1920; † 2002) war Binnenschiffer, und im kleinen Ort Greffern am Oberrhein auf. In Offenburg macht er sein Abitur und studiert von 1979 bis 1982 an der FU Berlin Germanistik und Theaterwissenschaften.
1982 zieht er nach Paris. Er arbeitet frei für das deutschsprachige Programm von Radio France Internationale und experimentiert mit Literatur.
Zwischen 1986 und 1989 kehrt er nach Berlin zurück, arbeitet halbtags in einer Buchhandlung und verarbeitet literarisch seine Pariser Erfahrungen.
1989, kurz vor dem Fall der Berliner Mauer, zieht er nach Esslingen und erarbeitet von da an für Rundfunkanstalten künstlerische Features und Hörspiele.
Nach einem Schreibaufenthalt in Lissabon zieht es ihn 1992 nach Hamburg.
Am 11. September 2001 erlebt er die Terroranschläge in New York City hautnah. Viele USA Reisen folgen, unter anderem nach Arizona zu den Navajo. Die Erlebnisse unter der indigenen Bevölkerung verändern sein Natur-, Kultur- und Menschenbild. Bei einem US-Aufenthalt entsteht 2005 sein erster Film für ZDF und Arte: Mordfall: John Lennon.
Bis heute verwirklichte Egon Koch zahlreiche Erzählungen und Romane, Hörspiele und Radiofeatures für alle ARD-Anstalten, Deutschlandfunk und US-amerikanische Privatsender. Seine Radiofeatures werden auf Festivals aufgeführt und erhalten Auszeichnungen.

## Werk
In seinen Radiofeatures erforscht Egon Koch Grenzbereiche unseres menschlichen Daseins: Sterben, Folter- und Geiselopfer, Vermisste oder Selbstverbrennung. Aber auch Literaten, Maler, Reisen zu Schiff oder zu Land und gesellschaftspolitische Themen nimmt er als Autor in den Fokus. Im Podcast „Mich hat die Komplexität der Bahn überrascht“ von Sven Preger sagt er: „Reiseberichterstatter, das ist ein wesentlicher Aspekt meiner Arbeit, ich bin gerne unterwegs und lerne Bereiche unseres Lebens, unserer Gesellschaft, unserer Erde kennen. Und mein Interessensgebiete sind da sehr vielfältig. Wie leben wir Menschen, das ist meine Hauptfrage.“
In seinen Erzählungen und Romanen schickt er die Protagonisten auf fiktive Reisen, auf denen sie Veränderungen erfahren. Frei nach Heraklits, man kann nicht zweimal in den gleichen Fluss steigen, sind seine literarische Arbeiten Versionen eines immer wieder unternommenen Befreiungsversuchs. Als Schriftsteller befragt und beschreibt Egon Koch die großen Lebensthemen: Gefangenschaft und Freiheit, Leben und Tod, Liebe und Trennung, Konflikte der Generationen, weite Welt und enge Heimat... Schiff und Dorf, seine Herkunftsorte, finden sich in Variationen in seinen Arbeiten wieder.

## Hörfunk
- 1983: Die Fremden – Deutsche Schriftsteller im französischen Exil. 8 Radiofeatures; Radio France International
- 1991: Die lange Reise der „Amöbe“ – Mit dem Frachtschiff auf Rhein und Mosel. 2 Radiofeatures; SWF & SDR
- 1993: Gehender – Nach Alberto Giacometti. Hörspiel; SWF & SDR
- 1994: Der Chronist Ägyptens – Literaturnobelpreisträger Nagib Machfus. Radiofeature; SWF & SDR
- 1995: Der Weltveränderer – José Saramago. Radiofeature; WDR, SWF & SDR
- 1998: Seestück – Das Forschungsschiff »Meteor«. Radiofeature; NDR, DLR Berlin, SFB & ORB & MDR, SWF & SDR
- 2000: Mutterseelenallein. Radiofeature; WDR, SWR & DLR Berlin (Nominierung Alternativer Medienpreis 2001)
- 2002: New York – Mitten ins Herz. Radiofeature; WDR, NDR, ORB & SWR (Nominierung Prix Italia 2002)
- 2005: Warum John Lennon sterben musste. Radiofeature; NDR, SR & SWR (Nominierung Prix Italia 2006)
- 2012: Im Kampf gegen die Öl-Lobby – Die Ökostadt Greensburg und die US Energiepolitik. Radiofeature; WDR[7]
- 2013: Erinnern und vergessen in New York – Teju Cole und die afroamerikanische Geschichte. Radiofeature; SWR[8]
- 2015: Der brennt! – Das Fanal des Kaveh Yazdani. Radiofeature; WDR[9]
- 2015: Feuerzeichen – Die Selbstverbrennung des Kaveh Yazdani. Radiofeature; SWR (Nominierung Alternativer Medienpreis 2015)
- 2015: Voodoo der Rückkehr. Radiofeature; SWR
- 2016: Die Draufgängerin – Meine Tochter und ich. Radiofeature; SWR[10][11]
- 2016: Die Vergesslichkeit, die wir haben – Leben mit Demenz. Radiofeature; SWR[12]
- 2017: Unter Laozis Ginkobaum – Der Langnasen Reise zu den Ursprungsorten von Daoismus und Taiji. Radiofeature; SWR
- 2017: Fred, Klaus und ich. Radiofeature; RBB & MDR[13]
- 2017: Betreuung unerwünscht – Der Kampf um Selbstbestimmung im Alter. Radiofeature; WDR & DLF
- 2017: Unter Laozis Ginkobaum – Der Langnasen Reise zu den Ursprungsorten von Daoismus und Zhaobao Taiji. Radiofeature; SWR
- 2018: Der Besuch des Präsidenten – Warum Nelson Mandela nach Genadendal kam. Radiofeature; SWR
- 2018: Unternehmen Stadt – Kommunale Aufgaben in privaten Händen. Radiofeature; WDR[14]
- 2019: Die Kunst, von der Kunst zu leben – Prekäre Lebenslage von Künstlern. Radiofeature; DLF (Nominierung für den Journalistenpreis Wirtschaft: Blaue Boje 2020[15]) Begründung der Jury: „Der Beitrag lebt davon, dass Künstler mehr oder weniger ihre Finanzlage offenbaren. Zuhörer erhalten durch den Autor also Insider-Wissen. Die junge Künstlerin sagt ehrlich, wie prekär die Einnahmesituation in ihrem Hauptberuf ist. Sie schildert glaubhaft ihre Motive, die sie an der Kunst festhalten lassen, sagt aber auch, wie sie sich anderweitig über Wasser hält. An ihrem Beispiel sowie durch Interviews mit Marktkennern und der Kulturstaatsministerin wird der wirtschaftliche Ist-Zustand für (erfolglose) Künstler in Deutschland erläutert.“
- 2019: Der Zusammenstoß – Requiem für John Braasch. Radiofeature; SWR[16]
- 2019: Natur und Mensch im Dauerstress – Wie reagieren auf den Klimawandel?. Radiofeature; HR[17]
- 2020: Wo geht’s lang? – Vom Orientieren und Verirren. Radiofeature; SWR[18]
- 2020: Neues Kursbuch für die Bahn – Über Mobilität und milliardenschwere Investitionen. ARD Radiofeature; HR[19][20]
- 2020: Einsamkeit – Leben mit einem Stigma. Radiofeature; WDR[21]
- 2020: Milchkuh an der Grenze – Zwei Landwirte und die deutsche Einheit. Radiofeature; MDR[22]
- 2021: Die Macht der Sucht – Junge Drogentote und die deutsche Drogenpolitik; HR[23]
- 2021: Hilflos – Wie Eltern ihre Kinder an die Drogen verlieren; SWR[24]
- 2022: Ausverkauf der Häfen – Wie China durch Terminal-Beteiligungen in Europa profitiert Ausverkauf der Häfen

DLF

## Film
- 2005: Mordfall: John Lennon (mit Friedrich Scherer). Dokumentarfilm; ZDF/Arte[26][27][28][29]

## Auszeichnungen
- 1978: Scheffel-Preis, Karlsruhe
- 1990: Stipendium Luftbrücken-Gedenkfonds, Berlin
- 2013: RIAS Radio Preis[30] für: Im Kampf gegen die Öl-Lobby – Die Ökostadt Greensburg und die US-Energiepolitik (WDR 2012)[31]
- Begründung der Jury: „Am Beispiel der Stadt Greensburg zeigt Preisträger Egon Koch, wie die von einem Tornado verwüstete Stadt beim Wiederaufbau die Hinwendung zu alternativen Energiequellen betreibt. Eine spannende und umfassende Analyse, die mit dem oft gehörten deutschen Vorurteil aufräumt, dass die U.S.-Regierung in der Entwicklung alternativer Energien keine politische Priorität sieht.“
- 2015: Diakonie Journalistenpreis für: Der brennt! – Das Fanal des Kaveh Yazdani (WDR 2015)[32]
- Begründung der Jury: „Der freiberufliche Journalist Egon Koch erschließt anhand von beeindruckenden Aussagen der Wegbegleiter und Augenzeugen das Leben und Sterben des Menschenrechtsaktivisten. Stück für Stück rollt er zehn Jahre eines Menschenlebens auf. Erzählerisch stark, fesselnd und berührend.“
- 2015: Karibik Journalistenpreis für: Voodoo der Rückkehr (SWR 2015)[33]
- 2016: dokKa Preis Beste Hördokumentation für: Die Draufgängerin – Meine Tochter und ich (SWR 2016)[34] Begründung der Jury: „Aus langjährig aufgezeichneten Interviews mit seiner Tochter, aus Fragen und Antworten, wobei die Tochter erst gegen Ende selbst zur Fragenden wird … entwickelt Egon Koch ein Hörstück, das sich der Form eines imaginären Gesprächs bei einem langsamen Spaziergang annähert. Das gelingt auch deshalb, weil die junge Frau souverän mit ihren eigenen Ausdrucksmöglichkeiten umgeht.“[35]
- 2020: Hessischer Journalistenpreis für: Natur und Mensch im Dauerstress – Wie reagieren auf den Klimawandel? (HR 2019) Begründung der Jury: „Der freiberufliche Autor Egon Koch überzeugt mit seinem Feature „Natur und Mensch im Dauerstress – Wie reagieren auf den Klimawandel?“, gesendet auf hr2-kultur am 16. Juni 2019. Gekonnt nutzt er die vielen ästhetischen und dokumentarischen Mittel, die ihm das Hörfunk-Feature bietet. So ist ihm neben einem aktuellen Feature eine historische Momentaufnahme zu den Risiken des Klimawandels und den Chancen, dessen Folgen zu begrenzen, gelungen.“[36]
- 2021: Ernst-Schneider-Preis Nominierung[37] für: Neues Kursbuch für die Bahn – Über Mobilität und milliardenschwere Investitionen. ARD Radiofeature (HR 2020)[19][20]
- 2021: Deutscher Sozialpreis Nominierung für: Einsamkeit – Leben mit einem Stigma. Radiofeature (WDR 2020)[21]